# Olismo
L'olismo (dal greco antico ὅλος?, hòlos, "totale", "globale") è una posizione teorica secondo la quale le proprietà di un sistema non possono essere spiegate esclusivamente tramite le sue singole componenti, poiché la sommatoria funzionale delle parti è sempre maggiore, o comunque differente, delle medesime parti prese singolarmente.

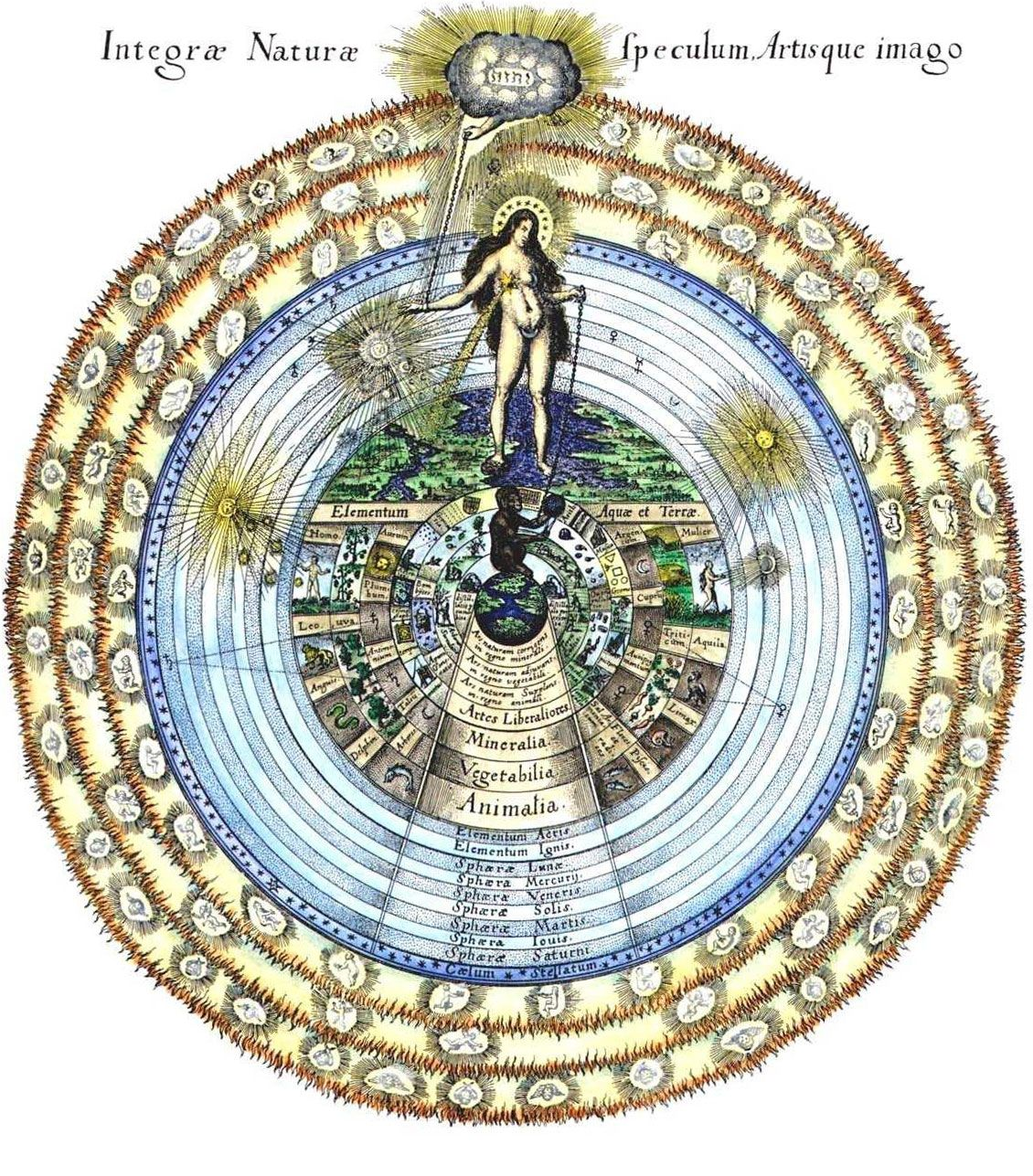
Illustrazione delle corrispondenze universali del cosmo, con al centro una scala naturae e l'Anima del Mondo, «Integra Naturae Speculum Artisque Imago» (che significa «specchio dell'intera natura e immagine dell'arte»)

Secondo tale pensiero un essere vivente, in quanto tale, va considerato sempre come una complessa unità-totalità, non riducibile a un semplice assemblaggio delle sue parti costituenti. A differenza di una macchina, dove sono le singole parti a formare e spiegare il tutto in senso deterministico, è solo a partire da un principio superiore che nell'organismo vivo è possibile comprendere, secondo la visione olistica, lo sviluppo dei suoi aspetti secondari.

## Storia
Per quanto in Occidente l'olismo venga formalmente teorizzato soltanto nel XVII secolo con il panteismo di Baruch Spinoza, e prima di lui da Giordano Bruno, esso si fonda sostanzialmente sulle concezioni filosofiche precedenti. Già rispetto al dualismo di Platone tra spirito e corpo, Aristotele aveva riunificato la forma e la materia in un tutt'uno chiamato «sinolo», fondando l'ordine della natura sull'unità per analogia. Col neoplatonismo di Plotino tale monismo venne esteso a livello macrocosmico, nell'ottica del quale ogni aspetto della realtà è reso vivo e interconnesso da una comune Anima del mondo, di cui la corrispondenza universale tra l'Uno e il molteplice si contrapponeva radicalmente all'atomismo meccanicistico.
Si trattava di una concezione, quella neoplatonica, affine alle filosofie orientali sorte sin dal XIII secolo a.C.. Le filosofie indiane sono infatti tutte di stampo olistico, e l'olismo è uno degli elementi di base di tutta la speculazione filosofica orientale, quale si ritrova anche in Cina nel taoismo, che si origina a partire dal VI secolo a.C. circa. Una sua esplicita definizione ebbe luogo invece in Occidente solamente dal XX secolo, basandosi su una tradizione riferibile appunto al neoplatonismo.
Tra i precursori, in qualche misura, anche Johann Wolfgang von Goethe, che convertì in forma scientifica le suggestioni mistico-olistiche del pensiero tardo-medievale, può essere considerato un pensatore olistico. Nella sua Teoria dei colori, infatti, la luce bianca non viene ritenuta una mera somma delle frequenze elettromagnetiche dei suoi componenti (i differenti colori dell'iride), bensì un principio originario chiamato Urphänomen, secondo una visione olistica rivalutata in generale dal Romanticismo. Anche nel Faust del resto egli non manca di irridere le teorie meccaniciste della vita:
(Goethe, Faust, vv. 1936-41)

## Descrizione
La parola, insieme all'aggettivo olistico, è stata coniata negli anni venti da Jan Smuts (1870-1950), uomo politico, intellettuale e filosofo sudafricano, autore di Holism and Evolution ("Olismo ed evoluzione"), del 1926. Essendo Smuts un convinto evoluzionista, l'olismo è secondo lui anche esprimibile come il frutto strutturale di un '"evoluzione emergente", dove la complessità strutturale che ne deriva in un ente non è riducibile ai suoi aggregati. Secondo l'Oxford English Dictionary, Smuts ha definito l'olismo come: «...la tendenza, in natura, a formare interi che sono più grandi della somma delle parti, attraverso l'evoluzione creativa».
L'olismo, esprimibile anche come non-riduzionismo, è a volte descritto come l'opposto del riduzionismo. Può anche essere considerato opposto all'atomismo, per quanto l'uno non escluda affatto l'altro. Gli atomi, infatti, come elementi-base del complesso, non escludono affatto che l'assemblato possegga prestazioni superiori alla somma delle proprietà degli assemblati. L'olismo come dottrina si oppone in ogni caso alla logica della «frammentazione».

## Tipi di olismo
Essendo un approccio generale o forma di pensiero, l'olismo si può applicare a molte discipline o ambiti. L'olismo ontologico, ad esempio, sostiene che la realtà è fondamentalmente fatta di interi. L'olismo confermativo nella filosofia della scienza, d'altro canto, significa semplicemente che le teorie scientifiche dovrebbero essere confermate o confutate nella loro interezza, piuttosto che in singoli aspetti (si veda la tesi di Duhem-Quine). Altre forme di olismo includono l'olismo sociale, metodologico, etico, semantico, di significato e tipologico. Quanto al cosiddetto olismo originario, si tratta di una scienza dei cicli e le sue più grandi applicazioni si hanno proprio nelle pratiche orientali come l'agopuntura.

### Olismo ontologico
Nell'opera Il fantasma nel sistema, Arthur Koestler ha teorizzato che l'esistenza consista in una vasta gerarchia di sottoinsiemi, detti oloni, che egli chiama olarchia. I tipi di insiemi costituiscono i livelli di organizzazione del sistema. Questi livelli includono, ad esempio, quark, protoni, atomi, molecole, organelli, cellule, tessuti, organismi, popolazioni. Quindi, un vasto organismo su larga scala come la biosfera non può essere compreso solo studiandone gli elementi, ma deve essere visto come un'entità a sé e studiato attraverso i differenti livelli gerarchici, considerando le relazioni tra i diversi elementi. Quest'ontologia di Koestler è stata paragonata alla Grande Catena dell'Essere.
Il filosofo Ken Wilber ha approfondito notevolmente la teoria di Koestler. Secondo lui « [...] ci sono infinite tartarughe in alto e in basso», per dire che le gerarchie di sottoinsiemi continuano nell'infinitamente grande e nell'infinitamente piccolo. Nel suo libro Sesso, Ecologia, Spiritualità, Wilber definisce 20 caratteristiche che tutti gli oloni hanno in comune. Queste includono le proprietà di autotrascendenza, autodissoluzione e, a vari gradi, coscienza.
Il pensiero dei sistemi è strettamente correlato all'olismo ontologico. Secondo la teoria dei sistemi, i fenomeni come la vita, la mente e la coscienza sorgono solo all'interno di sistemi. Questo significa che non possono essere spiegati soltanto dallo studio delle cellule, degli atomi o delle particelle subatomiche, così come il sistema circolatorio non può essere spiegato solo in riferimento alle cellule del sangue o alle cellule muscolari.

### Olismo in psicologia
Ken Wilber ed i teorici della Spiral Dynamics considerano l'olismo come un particolare livello transpersonale dello sviluppo umano, conseguente al livello sistemico o integrale. Nella teoria della Spiral Dynamics, l'olismo è il livello più avanzato di sviluppo umano finora documentato. Wilber vede anche livelli più elevati, mistici.

### Olismo in medicina
Anche la psichiatria considera l'unità psicofisica dell'individuo come caratteristica peculiare di base per l'indagine e la terapia psichiatrica, indagando a fondo sia il rapporto mente-corpo che quello corpo-mente (psichiatria biologica), ad es. con tutti i possibili disturbi organici come causa di disturbi o malattie mentali. 
L'approccio "olistico" è una forma di medicina alternativa che sarebbe, secondo i suoi sostenitori, integrativo alla medicina, volendo affrontare in modo globale uno o più determinanti di salute secondo quello che i suoi sostenitori chiamerebbero asse PNEI (psico-neuro-endocrino-immunitario). Tale approccio non considera il singolo sintomo o segno come segnale da sopprimere ad ogni costo, ma legge questi avvertimenti come segnali del corpo nel tentativo di ripristinare un equilibrio andato perso. In questo senso si cerca di controllare tali sintomi/segni senza sopprimerli, regolando l'asse immunitario, biochimico e citochimico nel perseguimento della restitutio ad integrum completa: fisica e psichica.
La salute globale non è vista come semplice assenza di malattia, ma benessere globale di corpo, mente, società e ambiente, e anche come un'evoluzione psicofisica. Esistono numerosi autori indipendenti che possono essere ascritti a questa corrente di pensiero, i più noti dei quali sono il medico austriaco Rüdiger Dahlke e la biologa canadese Claudia Rainville.
Solo alla fine dell'Ottocento emersero i temi centrali propri della medicina olistica. Oggi vengono considerati precursori dei vari approcci olistici psicoanalisti come Georg Groddeck (1866-1934), naturopati come Edward Bach (1886-1936) e teologi come Mary Baker Eddy (1821-1910).

### Olismo semantico
La dottrina filosofica che discute delle condizioni metafisicamente necessarie per cui qualche cosa abbia un significato o un contenuto.

### Olismo del contenuto
È la dottrina che sostiene che le proprietà quali "avere un contenuto" sono olistiche, nel senso che nessuna espressione in un linguaggio può possederle a meno che molte altre (non sinonimi di questa) la posseggano.

### Olismo antropologico
È la dottrina che sostiene che vi sia una connessione interna tra la proprietà "essere un simbolo" e il fatto di giocare un ruolo in un sistema di convenzioni, pratiche, rituali ecc. di tipo non linguistico.
Si può anche ipotizzare la condizione opposta: proprio "l'essere un simbolo" impedisce di giocare un ruolo effettivo nel sistema di convenzioni, poiché altrimenti quel simbolo apparterrebbe alla stessa gerarchia logica dell'intero.

### Olismo delle traduzioni
È la posizione di chi sostiene che proprietà come "avere lo stesso significato di una formula nel linguaggio X" sono proprietà olistiche.

### Olismo tipologico
Nella classificazione e nella tipologia, olismo significa che solo con alcune caratteristiche ben scelte un oggetto o un sistema può essere riconosciuto come un tipo. Il suolo, la vegetazione, i biomi sono comunemente considerati insiemi e possono quindi essere classificati tramite una serie di caratteristiche diagnostiche (vedi ad esempio classificazione ecologica).

### Olismo nella tecnologia dell'informazione
L'olismo è uno dei principi di base di ITIL un insieme di linee guida nella gestione dei servizi IT. I servizi non devono essere analizzati singolarmente ma nell'insieme.

## Dibattito sull'olismo
La maggior parte degli scienziati e filosofi ritengono che i concetti dell'olismo siano poco significativi nel campo biomedico e scientifico. Altri li giudicano addirittura come non corretti o come pseudoscienza. Alcune forme, comunque, come l'olismo epistemologico e confermativo, sono le correnti principali della filosofia contemporanea.
Presso alcuni settori l'olismo viene anche considerato un nuovo tipo di approccio della ricerca scientifica, chiamato perciò scienza olistica.